# The Last Outlaw (film fra 1919)
The Last Outlaw er en amerikansk stumfilm fra 1919 af John Ford.

## Medvirkende
- Edgar Jones som Bud Coburn
- Lucille Hutton som Idaleen Coburn
- Richard Cummings som Brownlo
- Jack Walters som Chad Allen
- Neola May